# Черницынский проезд
Черни́цынский прое́зд — проезд, расположенный в Восточном административном округе города Москвы на территории района Гольяново

## История
Проезд получил своё название 28 мая 1968 года по расположению на месте бывшей деревни Черницыно, в 1960 году вошедшей в состав Москвы.

## Расположение
Черницынский проезд проходит от Байкальской улицы на север, поворачивает на запад, отклоняется к юго-западу и проходит до Иркутской улицы, за которой продолжается как 2-й Иртышский проезд. Нумерация домов начинается от Байкальской улицы.

### Перспективы развития
Существует проект соединения с Уральской улицей.

## Примечательные здания и сооружения
По нечётной стороне:
- № 3 — ОАО «Московский абразивный завод», перед зданием которого установлен памятник павшим в Великой Отечественной войне работникам предприятия; мемориал является основным местом проведения в районе Гольяново торжественных мероприятий, связанных с празднованием дня Победы

По чётной стороне:
- № 4 — жилой дом. Здесь жил Герой Советского Союза Н. М. Хлебников[5].

## Транспорт

### Автобус
По проезду маршруты наземного общественного городского транспорта не проходят. У юго-восточного конца проезда, на Байкальской улице, расположена остановка «АТС» электробуса 171, у северо-западного, на Иркутской улице и 2-й Иртышском проезде, — остановки «Черницынский проезд» электробуса и автобуса 171, 627.

### Метро
- Станция метро «Щёлковская» Арбатско-Покровской линии — юго-восточнее проезда, на пересечении Щёлковского шоссе с Уральской и 9-й Парковой улицами.